# تود روبنز
تود روبنز (بالإنجليزية: Tod Robbins)‏ (و. 1888 – 1949 م) هو كاتب سيناريو، وروائي، وكاتب قصة قصيرة من الولايات المتحدة الأمريكية . ولد في بروكلين، مدينة نيويورك .
توفي في سان جيان كاب فيرات .

## روابط خارجية
- تود روبنز على موقع IMDb (الإنجليزية)
- تود روبنز على موقع ميوزك برينز (الإنجليزية)
- تود روبنز على موقع قاعدة بيانات الأفلام السويدية (السويدية)
- تود روبنز على موقع كينوبويسك (الروسية)